# Real Life
Az 1978-as Real Life a Magazine debütáló nagylemeze. A lemezt többször nevezik az első post-punk albumnak. Szerepel az 1001 lemez, amit hallanod kell, mielőtt meghalsz című könyvben.

## Az album dalai
|    | Cím                             | Szerző(k)                   | Hossz |
| -- | ------------------------------- | --------------------------- | ----- |
| 1. | Definitive Gaze                 | Howard Devoto, John McGeoch | 4:25  |
| 2. | My Tulpa                        | Devoto, McGeoch             | 4:47  |
| 3. | Shot by Both Sides              | Devoto, Pete Shelley        | 4:01  |
| 4. | Recoil                          | Devoto, McGeoch             | 2:50  |
| 5. | Burst                           | Devoto                      | 5:00  |
| 6. | Motorcade                       | Devoto, Bob Dickinson       | 5:41  |
| 7. | The Great Beautician in the Sky | Devoto, McGeoch             | 4:56  |
| 8. | The Light Pours Out of Me       | Devoto, McGeoch, Shelley    | 4:36  |
| 9. | Parade                          | Barry Adamson, Dave Formula | 5:08  |

| 10. | Shot by Both Sides (az eredeti kislemez változata) | Devoto, McGeoch                             | 4:01 |
| 11. | My Mind Ain't So Open                              | Devoto, McGeoch                             | 2:18 |
| 12. | Touch and Go                                       | Devoto, McGeoch                             | 2:58 |
| 13. | Goldfinger                                         | John Barry, Leslie Bricusse, Anthony Newley | 3:50 |

## Közreműködők
- Howard Devoto – ének
- John McGeoch – gitár, szaxofon
- Barry Adamson – basszusgitár
- Dave Formula – billentyűk
- Martin Jackson – dob

## Fordítás
Ez a szócikk részben vagy egészben a Real Life (Magazine album) című angol Wikipédia-szócikk ezen változatának fordításán alapul.  Az eredeti cikk szerkesztőit annak laptörténete sorolja fel. Ez a jelzés csupán a megfogalmazás eredetét és a szerzői jogokat jelzi, nem szolgál a cikkben szereplő információk forrásmegjelöléseként.